# Eamon (chanteur)
 (octobre 2015).
Si vous disposez d'ouvrages ou d'articles de référence ou si vous connaissez des sites web de qualité traitant du thème abordé ici, merci de compléter l'article en donnant les références utiles à sa vérifiabilité et en les liant à la section « Notes et références ».
Eamon Jonathan Doyle est né le 19 septembre 1984 à Staten Island (New York) aux États-Unis est un chanteur mélangeant Rap, RnB et doo-wop. Il sort son premier album en 2004 intitulé I Don't Want You Back avec son célèbre single F**k It (I Don't Want You Back) ou il règle ses comptes avec son ancienne petite amie. Sur le même air de musique, la chanteuse Frankee interpréta la même année une réponse à cette chanson, avec l'accord d'Eamon.
En 2017, il revient avec le single Be My Girl, extrait de son futur album Golden Rail Motel.

## Discographie

### Albums studio
- 2004 : I Don't Want You Back
- 2006 : Love & Pain
- 2017 : Golden Rail Motel (à paraitre bientôt)

### Singles
- 2003

F**k It (I Don't Want You Back)
- 2004

I Love Them Ho's
- 2006

(How Could You) Bring Him Home
- 2017

Be My Girl